# Berthold Simons
Berthold Simons OSB (* 30. Dezember 1918 in Eschweiler-Dürwiß als Joseph Simons; † 17. Dezember 1980 in Kornelimünster bei Aachen) war ein deutscher römisch-katholischer Ordensgeistlicher. Er war von 1967 bis 1980 zweiter residierender Abt der wiedererrichteten Neuen Benediktinerabtei Kornelimünster bei Aachen.

## Leben
Berthold Simons trat der Ordensgemeinschaft der Benediktiner im Benediktiner-Priorat in Ilbenstadt bei und legte am 29. April 1938 die ersten Gelübde ab. 1939 wurde er zum Kriegsdienst eingezogen; 1946 kehrte er aus schwerer Kriegsgefangenschaft zurück. Am 22. Mai 1947 legte er Profess ab und studierte Philosophie und Theologie in Sankt Georgen in Frankfurt am Main, an der Benediktinerabtei Siegburg, am Päpstlichen Athenaeum Sant’Anselmo in Rom und der Universität Salzburg. Am 29. Juni 1949 empfing er die Priesterweihe. 1950 wurde er in Salzburg mit der Arbeit Benedikt von Aniane als Ordensreformator zum Dr. theol. promoviert. Er war zunächst in der Seelsorge tätig, später Lehrer in Stolberg.
1967 wurde er zum Abt der Benediktinerabtei Kornelimünster gewählt. Die Abtsbenediktion spendete ihm am 11. Juli 1967 der Aachener Bischof Johannes Pohlschneider. 1980 musste er gesundheitsbedingt zurücktreten.
Er war über 25 Jahre Geistlicher Rat und Dozent in verschiedenen Gremien des Aachener Bistums und des Ordens. Seit 1971 hat er Tausende Firmungen gespendet. In seinem Geburtsort Dürwiß ist er Namensgeber der Abt-Simons-Straße.
Er engagierte sich für zahlreiche soziale Projekte im Heiligen Land. 1972 wurde er von Kardinal-Großmeister Maximilien Kardinal de Fürstenberg zum Ritter des Ritterordens vom Heiligen Grab zu Jerusalem ernannt und am 9. Dezember 1972 im Aachener Dom durch Lorenz Kardinal Jaeger, Großprior der deutschen Statthalterei, in den Orden investiert.